# John Joseph Dougherty
John Joseph Dougherty (* 16. September 1907 in Jersey City, New Jersey, Vereinigte Staaten; † 20. März 1986 in Teaneck, New Jersey, Vereinigte Staaten) war ein US-amerikanischer Geistlicher.
Dougherty wurde am 23. Juli 1933 zum Priester für das Erzbistum Newark geweiht. Am 17. November 1962 ernannte ihn Papst Johannes XXIII. zum Titularbischof von Cotenna und Weihbischof in Newark. Er wurde am 24. Januar 1963 von Erzbischof Thomas Boland zum Bischof geweiht. Mitkonsekratoren waren James McNulty, Bischof von Paterson, und Martin Stanton, Weihbischof von Newark. Am 18. September 1982 nahm Papst Johannes Paul II. seinen Rücktritt an.
Dougherty nahm an der zweiten und vierten Sitzungsperiode des Zweiten Vatikanischen Konzils als Konzilsvater teil.